# 리베르테급 전함

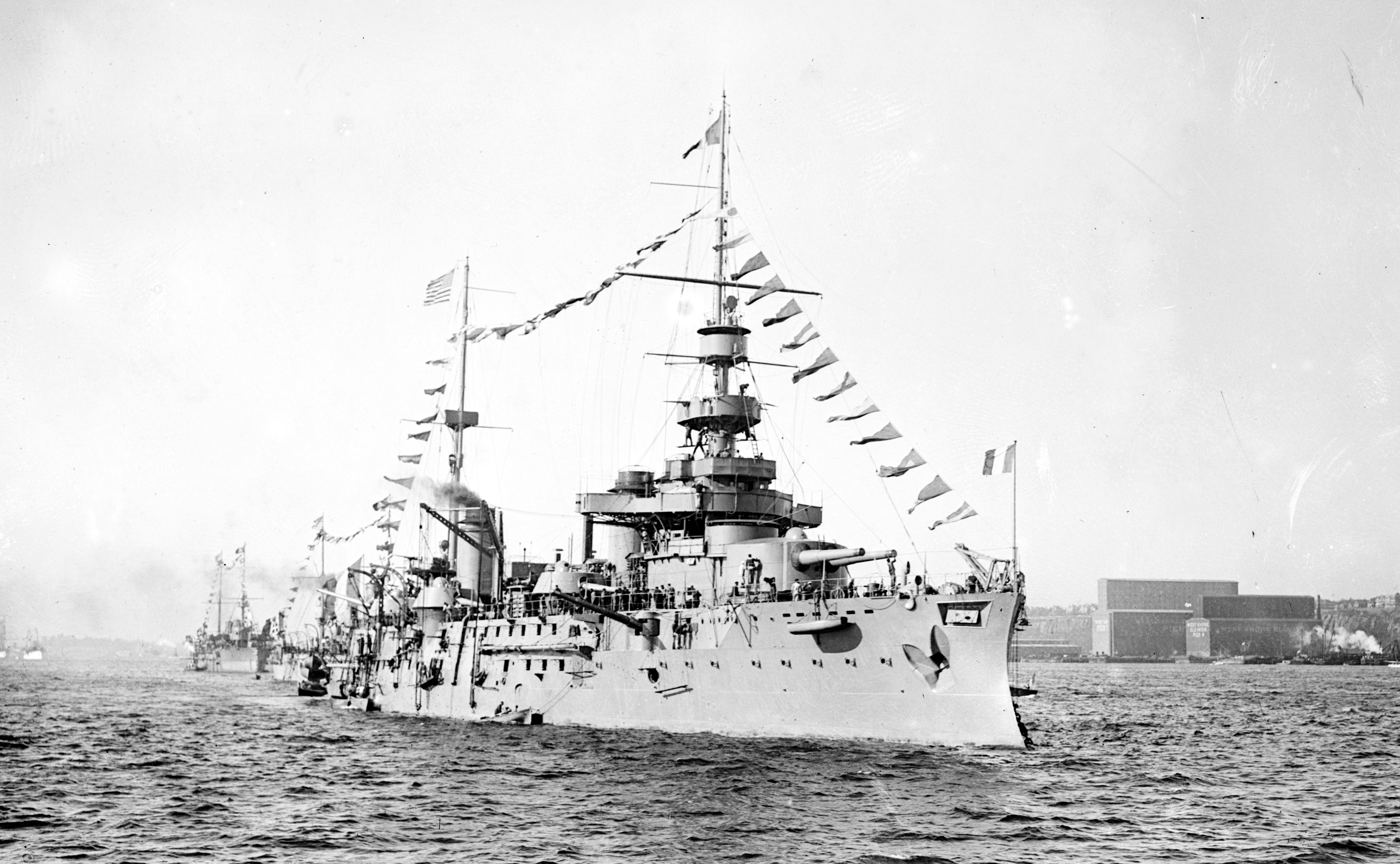
1909년 9월 뉴욕시의 리베르테 전함

리베르테급 전함(Liberté-class battleship)은 1900년대 초 프랑스 해군을 위해 제작된 전노급함 4척으로 구성되었다. 급은 리베르테(Liberté), 저스티스(Justice), 베리테(Vérité) 및 데모크라시(Democratie)로 구성되었다. 이것들은 1898년 독일 해군법에 따라 승인된 독일 군함 건조에 대응하기 위한 해군 확장 프로그램의 일환으로 명령을 받았다. 프랑스 프로그램에서는 레퓌블리크급 전함 2척으로 시작된 새로운 전함 6척이 필요했다. 처음 2척을 건조하는 동안 해외에서 더 무거운 부함포를 채택하자 프랑스는 마지막 4척에 194mm(7.6인치) 함포의 부함포를 탑재하여 리베르테급을 생산하도록 재설계했다. 레퓌블리크급과 마찬가지로 주포는 2개의 쌍포 포탑에 305mm(12인치) 함포 4문으로 구성되었으며 최고 속도는 18노트(33km/h, 21mph)였다.